# فنجاني ورقي
فنجاني ورقي (الاسم العلمي: Peziza phyllogena) هو نوع من الفطريات يتبع جنس الفنجاني من فصيلة الفنجانية.